# Fenogram
Fenogram, drzewo ultrametryczne – diagram w kształcie dendrogramu ukazujący schemat podobieństw między grupami organizmów (populacjami, kompleksami roślinnymi, taksonami). Długość gałęzi fenogramu symbolizuje stopień podobieństwa, którego miarą jest współczynnik podobieństwa. Na fenogramie oś rzędnych jest skalowana czasem, który upłynął od powstania odpowiednich gałęzi. Każdy z taksonów terminalnych jest równoodległy od korzenia drzewa (ultrametryczność), a długość pionowych gałęzi odzwierciedla czas, jaki upłynął pomiędzy korzeniem a kolejnymi wewnętrznymi węzłami i taksonami terminalnymi.